# Dicrotendipes thanatogratus
Dicrotendipes thanatogratus är en tvåvingeart som beskrevs av Epler 1987. Dicrotendipes thanatogratus ingår i släktet Dicrotendipes och familjen fjädermyggor.
Artens utbredningsområde är Florida. Inga underarter finns listade i Catalogue of Life.